# 青雲志 〜天に誓う想い〜
『青雲志 〜天に誓う想い〜』（せいうんし てんにちかうおもい、原題：青雲志、繁体字: 青雲志、簡体字: 青云志、拼音: Qīng Yún Zhì、英語: Legend of Chusen）は、蕭鼎の仙侠小説『誅仙』を原作とし、2015年に歓瑞世紀影視伝媒股份有限公司が制作・放映したテレビドラマ。2015年12月5日から撮影開始。2016年7月31日から、中国湖南衛視より放送。
日本では全55話のバージョンが、全18話バージョンの続編『青雲志II 〜天に誓う想い〜』と共にAmazonプライム・ビデオで配信され、DVD化もされている。

## キャスト

### 主演
- リー・イーフォン - 張小凡/鬼厲 役
  - ワン・ユエン - 少年の張小凡 役
- チャオ・リーイン - 碧瑤 役
- ヤン・ズー - 陸雪琪 役

### その他のキャスト
- チョン・イー - 林驚羽 役
- チン・ジュンジエ - 曾書書 役
  - ワン・ジュンカイ - 少年の林驚羽 役
- 唐芸昕 - 田霊児 役
- イー・ヤンチェンシー - 小七 役
- 傅程鵬 - 鬼王 役
- 謝寧 - 田不易 役
- 楊明娜 - 蘇茹 役
- 白雪 - 小環 役
- 焦俊艶 - 金瓶児 役
- 梁婧嫻 - 燕虹 役
- 趙立新 - 周一仙 役
- 呉越 - 普智 役
- 舒暢 - 小白 役
- 熊乃瑾 - 幽姫 役
- 李晨浩 - 法相 役
- 何中華 - 道玄真人 役
- 黄海冰 - 万剣一 役
- 盧星宇 - 蒼松道人 役
- 姜鴻 - 水月 役
- 宗峰巌 - 曾書常 役
- 葛子銘 - 商正梁 役
- 王婉娟 - 小癡 役
- 楊旭文 - 青龍 役
- 朴鑠 - 李洵 役
- 陳創 - 野狗道人 役
- 劉燦 - 鬼先生 役
- 劉暢 - 冰琦琦 役
- 佟夢実 - 石頭 役
- 鄭国霖 - 宋大仁 役
- 曾黎 - 金鈴夫人 役
- 修慶 - 黒心老人 役
- 湯晶媚 - 三尾 役
- 任嘉倫 - 六尾 役

## 挿入歌
| 曲名                 | 演唱           | 作詞           | 作曲           | 編曲         | 注                 |
| -------------------- | -------------- | -------------- | -------------- | ------------ | ------------------ |
| 『浮誅』             | 張傑           | 劉暢           | 長岡成貢、譚璇 | 長岡成貢     | オープニングテーマ |
| 『時光筆墨』         | 張碧晨         | 代岳東         | 藤原いくろう   | 安部潤       | エンディングテーマ |
| 『離思』             | 霍尊           | 田辰明         | 霍尊           | 譚伊哲       |                    |
| 『青衣謠』           | 郁可唯         | 周潔穎         | 譚璇           | 可可         |                    |
| 『你有沒有深愛過』   | 劉若英         | 葛大為、呂至杰 | 呂志杰         |              |                    |
| 『英雄有路』         | 任賢斉         | 周潔穎         | 譚璇           | 蔡科俊       |                    |
| 『青雲志』           | 呉俊余、李凱馨 | 劉暢           | 譚璇           | 雷立         |                    |
| 『如果我們不曾相遇』 | 五月天         | 阿信           | 阿信           | 五月天、陶山 |                    |
| 『時光裂縫』         | 李易峰         | 李易峰、劉思辰 | 陸虎           | 嚴俊         |                    |
| 『若只如初見』       | 楊紫           | 代岳東         | 譚璇           | 雷立         |                    |
| 『誅仙』             | 蕭敬騰         | 劉暢           | 譚璇           | 可可         |                    |